# Andy Irvine (musicien)
Pour les articles homonymes, voir Irvine.
Andy Irvine, de son vrai nom Andrew Kennedy 'Andy' Irvine, né le 14 juin 1942 à St John's Wood dans le nord de Londres est un musicien traditionnel irlandais chanteur et multi-instrumentiste (mandoline, bouzouki, mandole, harmonica et vielle à roue). Il est également l'un des fondateurs de Planxty.

## Biographie
Andrew Irvine naît à St John's Wood, au nord de Londres, d'une mère née à Lisburn (comté d'Antrim) et d'un père de Glasgow (Écosse). De sa mère actrice, Andy Irvine doit quelques essais théâtraux et cinématographiques, vite abandonnés. Il étudie la guitare classique mais se tourne très vite vers la musique traditionnelle après avoir découvert Lonnie Donegan et le skiffle en pleine explosion des années 50, et plus tard, Woody Guthrie, qui allait avoir une influence déterminante sur sa musique et son avenir.
Dans les années 60, il s'installe à Dublin, et commence une vie de musicien itinérant. Il puise son inspiration chez des musiciens comme Ewan MacColl et dans des recueils de ballades comme Child Ballads (en) collectées par Francis Child au XIXe siècle. Il rencontre alors Johnny Moynihan (en), à qui on doit l'introduction du bouzouki dans la musique irlandaise. Avec ce dernier et Joe Dolan (en), il forme le groupe Sweeney's Men en 1966. Un an plus tard, Terry Woods (en) entre dans le groupe, pour remplacer Joe Dolan.
Après avoir enregistré plusieurs singles et un album, Andrew Irvine quitte Sweeney's Men, et voyage en Europe de l'Est (le chant Baneasa's Green Glade, plus tard enregistré par Planxty, retrace quelques moments forts de cette expérience). Durant son séjour dans les Balkans, il récolte diverses influences musicales qu'il rassemblera par la suite dans divers projets musicaux et qui auront un impact majeur sur la musique irlandaise contemporaine.
À son retour à Dublin, Sweeney's Men a disparu, et la scène musicale a changé. Il rencontre alors Dónal Lunny, et collabore avec lui pendant un certain temps, mais c'est avec Christy Moore, un musicien de la scène folk britannique, que le déclic se produit, dû au projet d'album de ce dernier, qui rassemble en 1972 Andy Irvine, Dónal Lunny, et le sonneur de uilleann pipes Liam O'Flynn pour enregistrer Prosperous. Le groupe fondateur de Planxty était né.
Le succès est immédiat et Planxty obtient rapidement un contrat pour six albums et une tournée européenne. La plupart des airs interprétés sont d'inspiration traditionnelle, mais plusieurs d'entre eux sont composés par Irvine, qui devient dès lors le compositeur attitré du groupe. Sur le plan instrumental, le groupe est caractérisé par les entrelacs et contrepoints du bouzouki de Dónal Lunny et de la mandoline d'Andy Irvine, en accompagnement des merveilles d'O'Flynn aux uilleann pipes. Irvine et Moore sont les deux principaux chanteurs de l'ensemble. Dónal Lunny quitte Planxty après deux albums et est remplacé par Johnny Moynihan. À son tour, après le troisième album, Christy Moore quitte le groupe, et Paul Brady le substitue, mais rapidement Planxty, criblé de dettes, cesse son activité.
Andy Irvine continue sa collaboration avec Paul Brady, dont très brièvement au sein de De Dannan. Mais en 1978, Christy Moore propose de reformer Planxty, avec Dónal Lunny, et Matt Molloy (The Bothy Band) en addition. À nouveau, en 1982, Planxty s'arrête et Andy Irvine rassemble alors des musiciens de toute l'Europe pour former le fugace Mosaic.
En 1985, il se joint au fiddler Kevin Burke, au guitariste-chanteur Gerry O'Beirne, et à l'accordéoniste Jackie Daly. Si à l'origine, le groupe appartenait à la tournée américaine The Legends of Irish Music, il devient rapidement Patrick Street, avec au cours des ans, le trio Irvine, Burke et Daly, comme constante. Cet ensemble a enregistré sept albums en studio.
Ces dernières années, Andy Irvine a mené à bien pas moins de quatre projets musicaux, comme soliste au sein de Patrick Street, à deux reprises comme refondateur de Planxty pour des concerts en 2003 et 2004, et avec Mozaik, réunissant Dónal Lunny, Bruce Molsky (en), Nikola Parov, et Rens van der Zalm. Il est également membre de l'Industrial Workers of the World.

## Discographie
Albums solo
- Rainy Sundays, Windy Dreams (1980) ;
- Rude Awakening (1991) ;
- Rain on the Roof (1996) ;
- Way Out Yonder (2000) ;
- Abocurragh (2010).

Avec Planxty
- Prosperous (1972) ;
- Planxty (1973) ;
- The Well Below the Valley (1973) ;
- Cold Blow and the Rainy Night (1974) ;
- After The Break (1979) ;
- The Woman I Loved So Well (1980) ;
- Live At Olympia Theatre, Dublin (1980) ;
- Words and Music (1983) ;
- Arís (1984) ;
- Planxty Live 2004 (2004).

Avec Patrick Street
- Patrick Street (1986) ;
- No. 2 Patrick Street (1988) ;
- Irish Times (1989) ;
- All In Good Time (1992) ;
- Cornerboys (1996) ;
- Made in Cork (1997) ;
- Live From Patrick Street (1999) ;
- Compendium: The Best Of Patrick Street (2000) ;
- Street Life (2002) ;
- On the Fly (2007).

Avec Sweeney's Men
- Sweeney's Men (1968).

Avec Davy Spillane
- EastWind (1992).

Avec Dick Gaughan
- Parallel Lines (1982).

Avec Paul Brady
- Andy Irvine and Paul Brady (1976).

Avec Mozaik
- Live from the Powerhouse (2004) ;
- Changing Trains (2007).